# Estación de Waterloo
La estación de Waterloo (en inglés: London Waterloo station) es una estación ferroviaria de Londres, situada en el borough de Lambeth. Es la estación más concurrida del Reino Unido, con casi cien millones de desplazamientos al año. Es también la más grande del país en cuanto a superficie y número de andenes. 
Fue la terminal de Londres para los trenes internacionales Eurostar desde 1994 hasta 2007, cuando fueron transferidos a la estación de St. Pancras.